# Kurt Dietrich Paul Arendt
Kurt Dietrich Paul Arendt (8 de outubro de 1917 - 9 de janeiro de 1945) foi um oficial alemão que serviu na  durante a Segunda Guerra Mundial. Foi condecorado com a Cruz de Cavaleiro da Cruz de Ferro.